# Pálinka

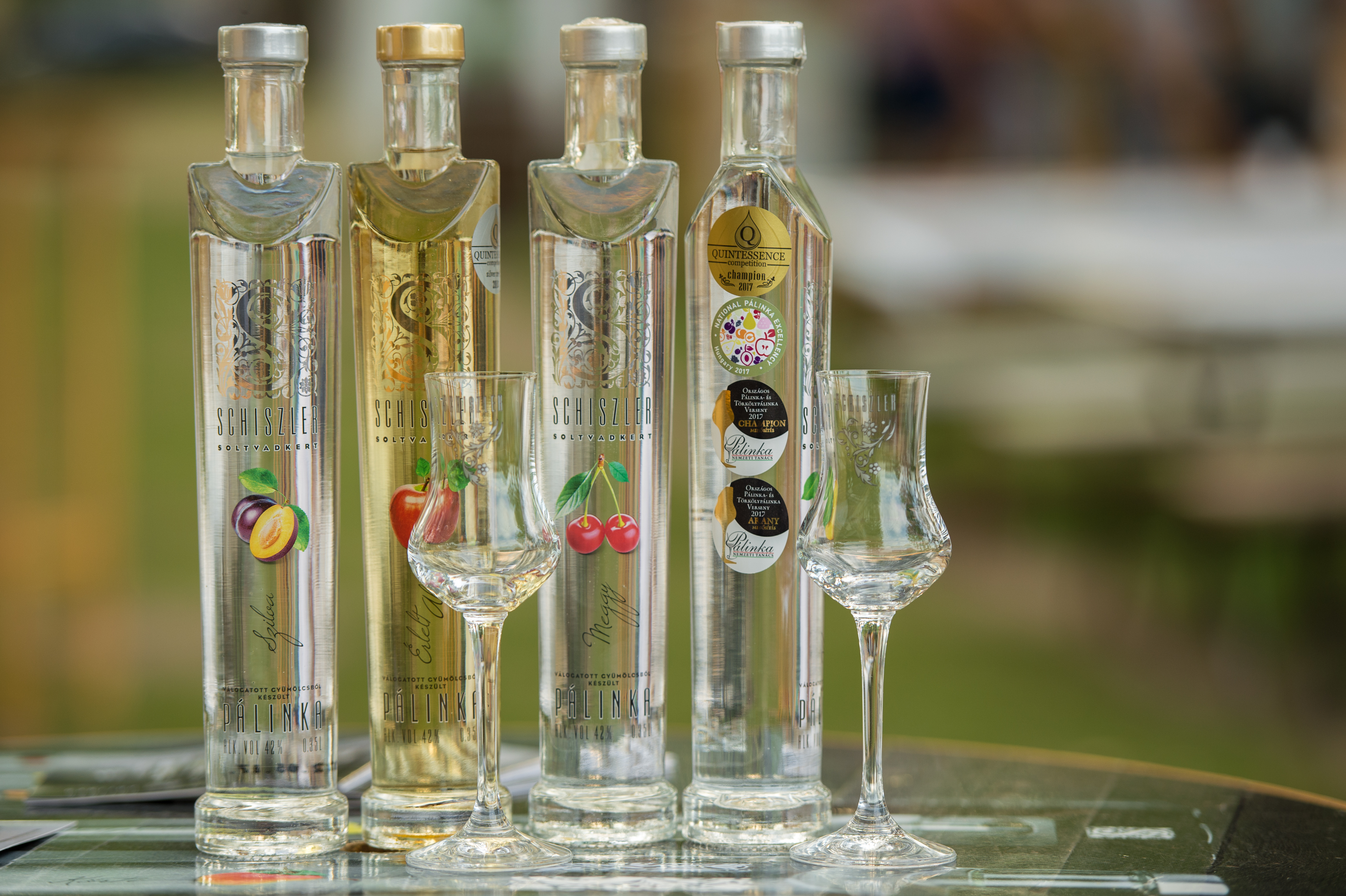
Những chai rượu trái cây Pálinka

## Tên gọi

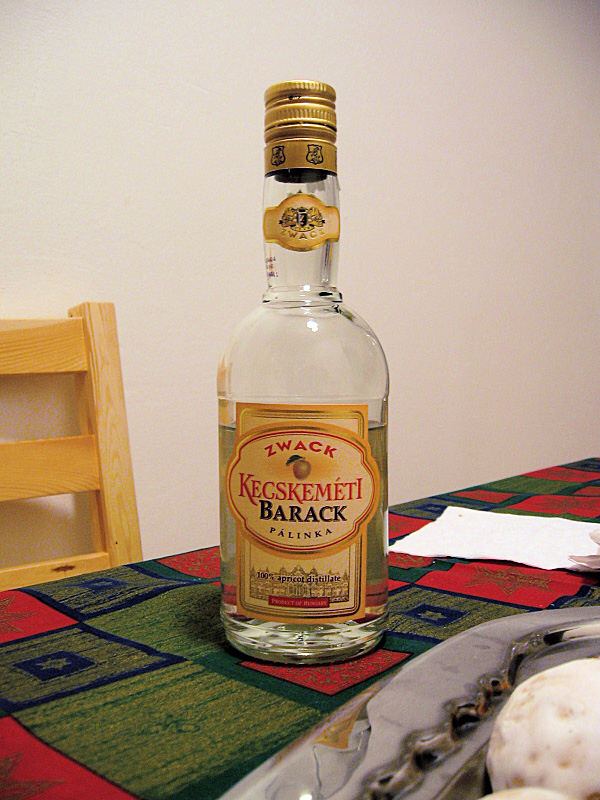
Một chai rượu Pálinka

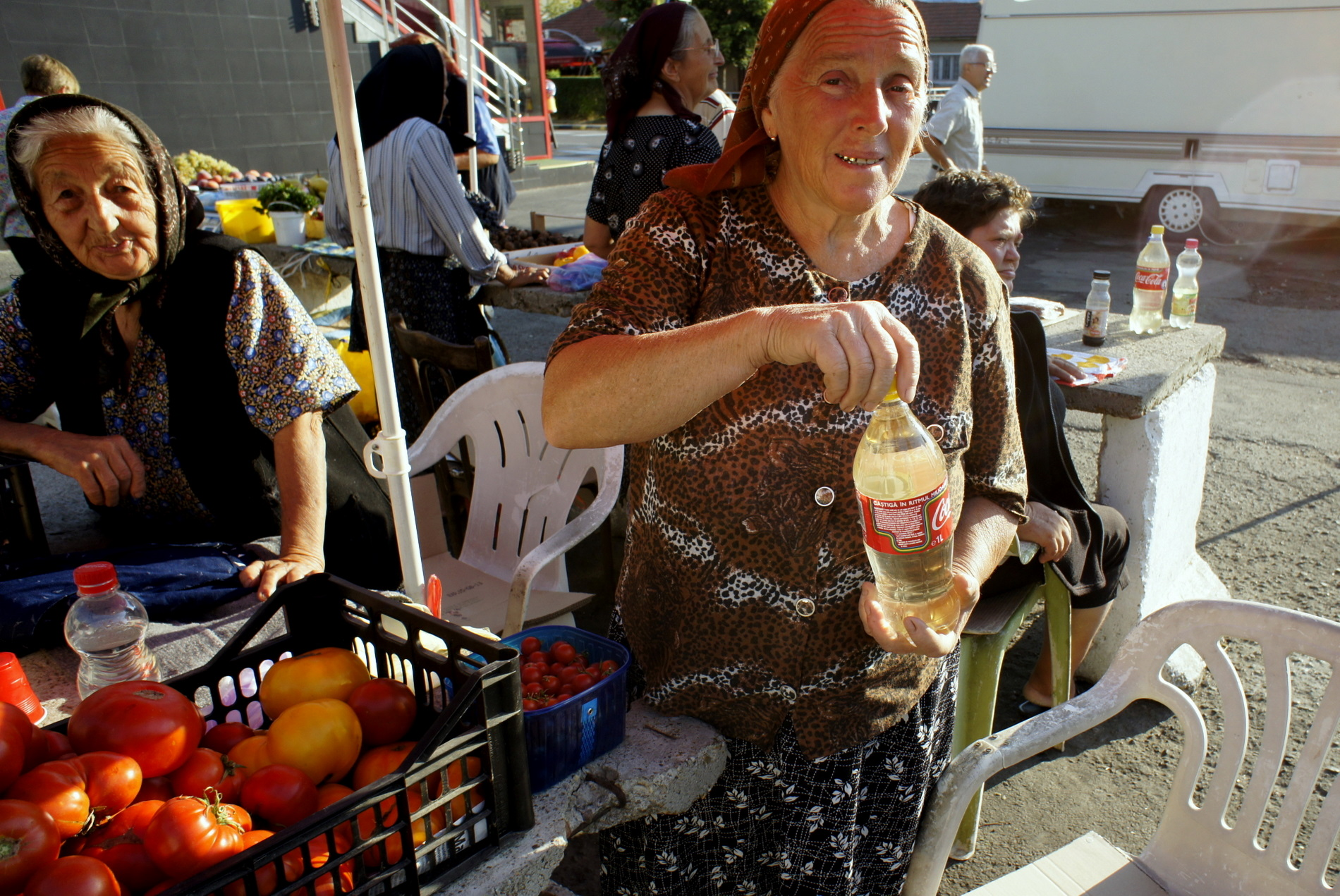
Người phụ nữ cầm chai Pálinka ở chợ

Pálinka là một thức uống trái cây ép có cồn nổi tiếng ở Hungary và là một loại đồ uống truyền thống của quốc gia này.
Để làm pálinka, người ta thường sử dụng mận, anh đào, nho, lê, táo và đào. Theo luật pháp Hungary, tên "pálinka" là viết tắt của đồ uống được sản xuất tại Hungary từ trái cây và nguyên liệu của Hungary.

## Lịch sử
Pálinka khởi nguồn từ kỹ thuật chưng cất lâu đời của những người dân của Hungary. Các hình thức chưng cất trái cây và rượu vang cùng với nhau đã giúp ra đời những món nước Pálinka. Vào thế kỷ của cách mạng công nghiệp, Pálinka được sản xuất nhiều trong các nhà máy và phổ biến ở Hungary cũng như các quốc gia khác. Một điều thú vị là trong những năm 1900, Pálinka có biệt danh là "cà phê dành cho người nghèo". Điều này cho thấy mức độ phổ biến trong tầng lớp lao động thời ký đó ở Hungary.
Trong những năm cuối thập niên 80 của thế kỷ 20, các nhà máy ở Hungary rơi vào tình trạng thiếu hụt nguyên liệu chế xuất rượu Pálinka và bắt đầu tình trạng khủng hoảng. Vào năm 2008 giữa cuộc khủng hoảng tài chính và suy thoái kinh tế toàn cầu, Hungary đã thiết lập luật pálinka để bảo vệ sản phẩm truyền thống này khỏi việc sử dụng bất hợp pháp. Những vấn đề chính trị xoay quanh việc nấu Pálinka cũng trở nên nóng hổi khi những người dân không được tự ý làm thức uống này tại nhà. Mãi đến năm 2010, thủ tướng Hungary mới cho phép được tự làm Pálinka tại nhà với điều kiện người dân không được đem đi bán (mục đích thương mại) hoặc đem cho.

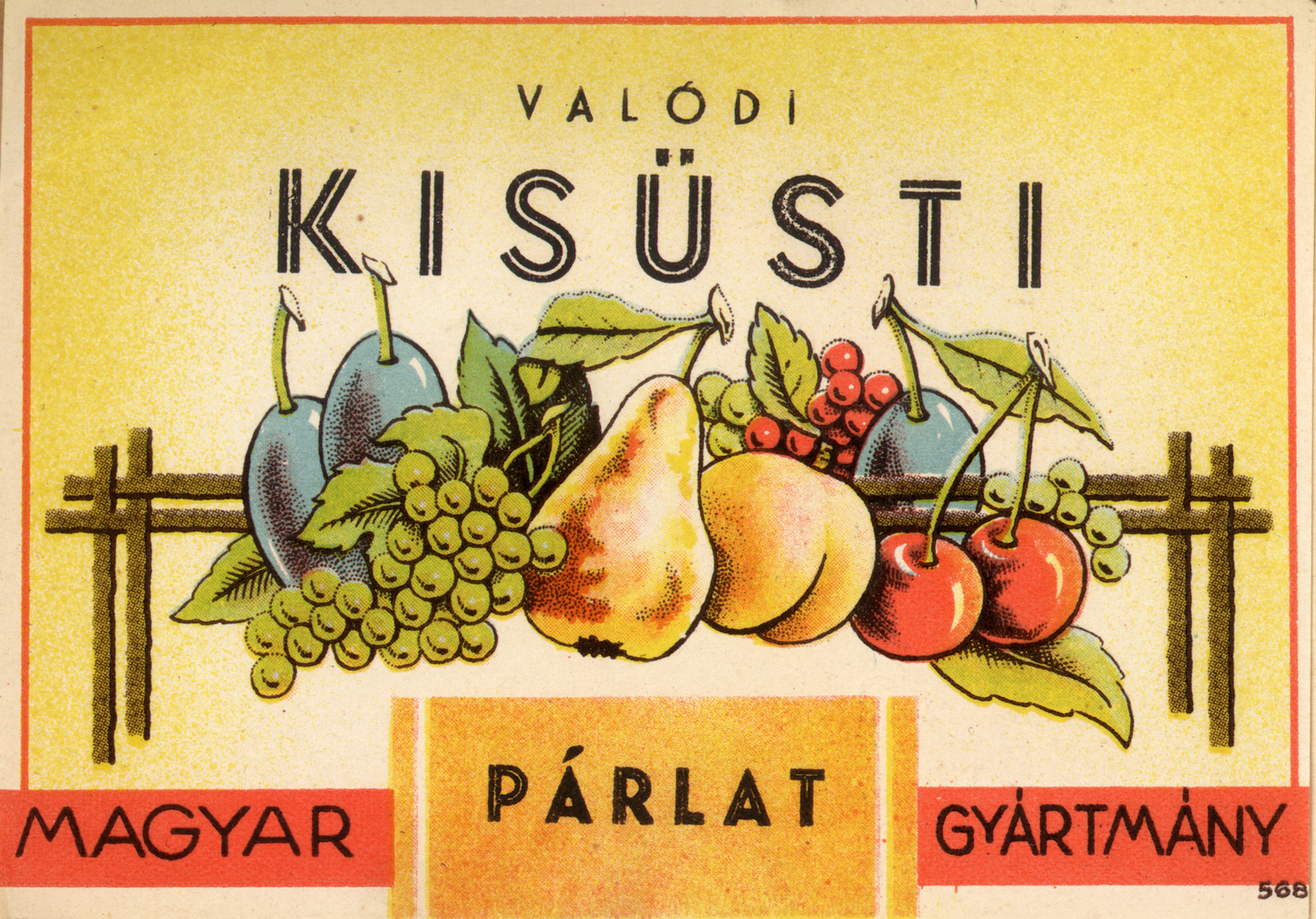
Một nhãn hiệu Palinka năm 1936